# Епархия Лаодикеи (маронитская)
Епархия Лаодикеи (лат. Eparchia Laodicena Maronitarum) — епархия Маронитской католической церкви с центром в городе Латакия, Сирия. Кафедральным собором епархии Лаодикеи является церковь Пресвятой Девы Марии.

## История
Маронитская кафедра в Латакии является одной из самых древних кафедр Маронитской церкви. До XVIII века кафедра в Латакии была в ведении маронитского патриарха, который назначал на кафедру патриарших викариев в епископском чине. После Синода Горного Ливана 1736 года, который реорганизовав церковную структуру Маронитской церкви, передал земли около Латакии архиепархии Триполи, оставив кафедру в Латакии в подчинении маронитского патриарха.
16 апреля 1954 года Конгрегация по делам восточных церквей выпустила декрет «Quo aptiori», которым выделила часть архиепархии Триполи, находившиеся в Сирии и образовала на этих территориях апостольскую администратуру Латакии с подчинением архиепархии Алеппо.
4 августа 1977 года апостольская администратура Латакии была преобразована в епархию Лаодикеи.

## Ординарии епархии
- епископ Франсуа Айуб (16.04.1954 — 2.06.1966);
- епископ Иосиф Саламе (24.09.1967 — 4.08.1977);
- епископ Георгий Аби-Сабер O.L.M. (4.08.1977 — 2.05.1986);
- епископ Антоний Торбей (2.05.1986 — 23.06.2001);
- епископ Массуд Массуд (23.06.2001 — 5.06.2011);
- епископ Илия Слайман Слайман (16.01.2012 — по настоящее время).

## Источник
- Annuario Pontificio, Libreria Editrice Vaticana, Città del Vaticano, 2003, ISBN 88-209-7422-3
- Decreto Quo aptiori, AAS 47 (1955), стр. 611  (лат.)